# Chemin de fer Mamers - Saint-Calais
La ligne de Mamers à Saint Calais était une ligne de chemin de fer secondaire à voie normale d'intérêt local, située dans le département de la Sarthe, et qui reliait Mamers à Saint-Calais via Connéré - Beillé, de 1872-1873 à 1977.
La section de Connéré - Beillé à Bonnétable est depuis 1979 un chemin de fer touristique, exploité par le chemin de fer touristique de la Sarthe (association Transvap).

## Historique

### Création
Dans le cadre de la réglementation des voies ferrées d'intérêt local de la loi de 1865 le département de la Sarthe concède plusieurs lignes de chemin de fer secondaire de contournement :
- La Flèche - La Suze,
- La Flèche - Sablé,
- Château-du-Loir - Saint-Calais ,
- Mamers - Saint-Calais .

Cette dernière ligne, longue de 77 km, est mise en service :
- le 21 septembre 1872, entre Connerré et Mamers, et inaugurée le 6 octobre,
- le 20 février 1873, entre Connerré et Saint-Calais[1].

### Concessionnaire
La ligne est successivement exploitée par plusieurs compagnies :
- en 1872, la Compagnie d'Orléans à Chalons[2] ;
- en 1890, la Compagnie du chemin de fer de Mamers à Saint Calais (M-StC)[3] ;
- en 1932, le 2 août, l'exploitation est confiée à la Compagnie des tramways de la Sarthe ;
- en 1947, après la fermeture du réseau des tramways de la Sarthe, la ligne est exploitée jusqu'à sa fermeture par une régie départementale.

### Fermeture
La ligne est fermée au trafic voyageur le 25 septembre 1965, et au trafic marchandise le 31 décembre 1977.

## Infrastructure
La ligne disposait d'une jonction avec les chemins de fer de l'État en gare de Connerré - Beillé et avec les Tramways de la Sarthe en gares de Mamers et de Saint-Calais.

## Exploitation

### Matériel roulant
Locomotives à vapeur
- no 1 à 5, locomotives 030 Fives-Lille
- no 6, 030 SACM type "Hannibal" SACM 1945

Locomotives diesel
- no 7, 030 Hawthorn Leslie and Company, 1949, 350 ch, transmission par bielles
- no 8, 020 Brissonneau et Lotz, 1953, 150 ch, transmission électrique
- no 9, 020 CFD, 1950, 180 ch, acquis en 1955, ex CFD Richelieu
- no 10, 020 SPMR, 1936, 160 ch, acquis en 1967, ex SNCF,
- no 11, 020 Renault, 1935, 180 ch, acquis en 1972, ex SNCF Y 7035,
- no 12, 020 BDR, 1935, 180 ch, acquis en 1972, ex SNCF Y 7029,

Autorails
- 1947 Autorails, Billard, 901 et 903
- 1948 Autorails, Verney no 1452 et 1453,

## Vestiges et matériels préservés

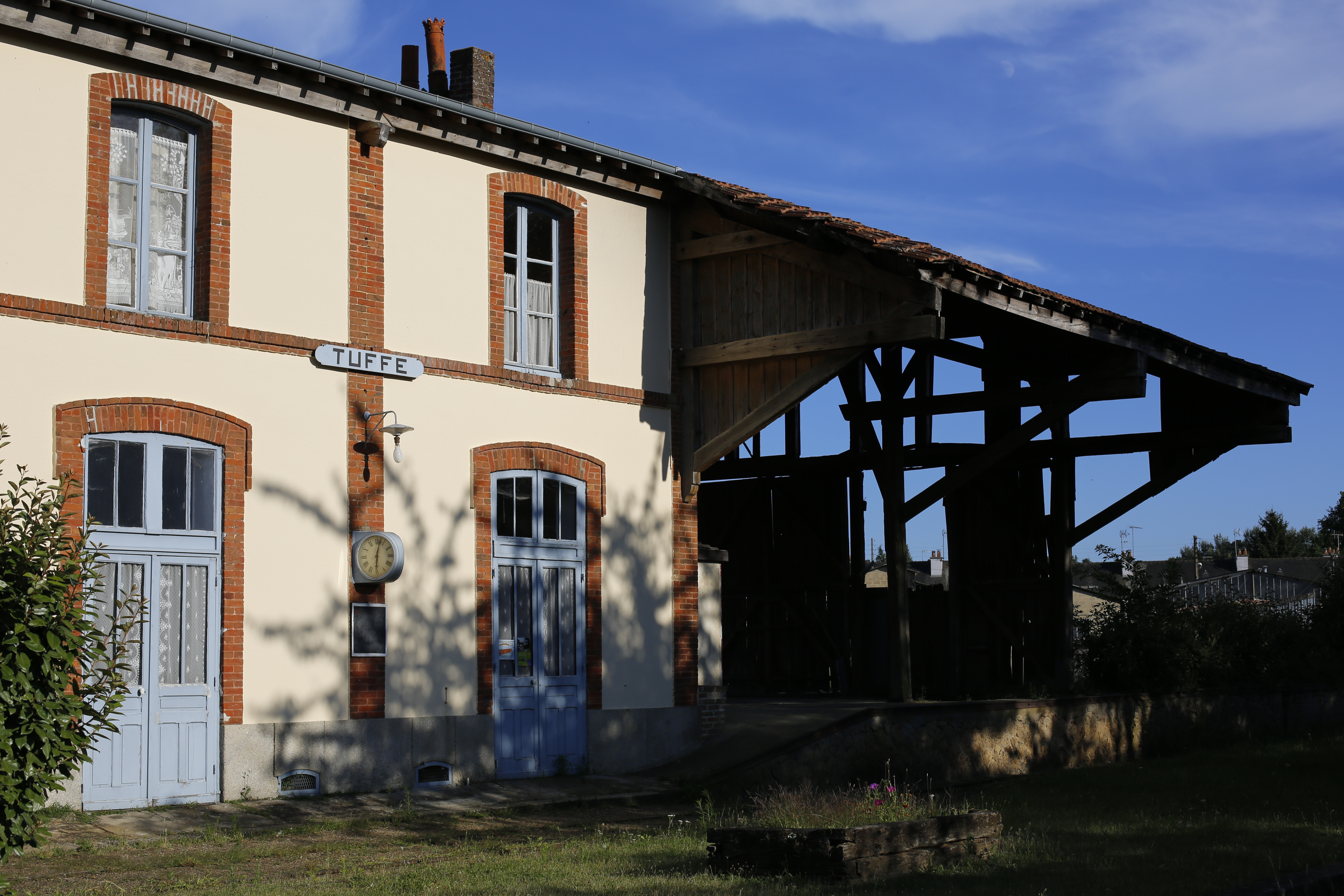
La gare de Tuffé en 2013.
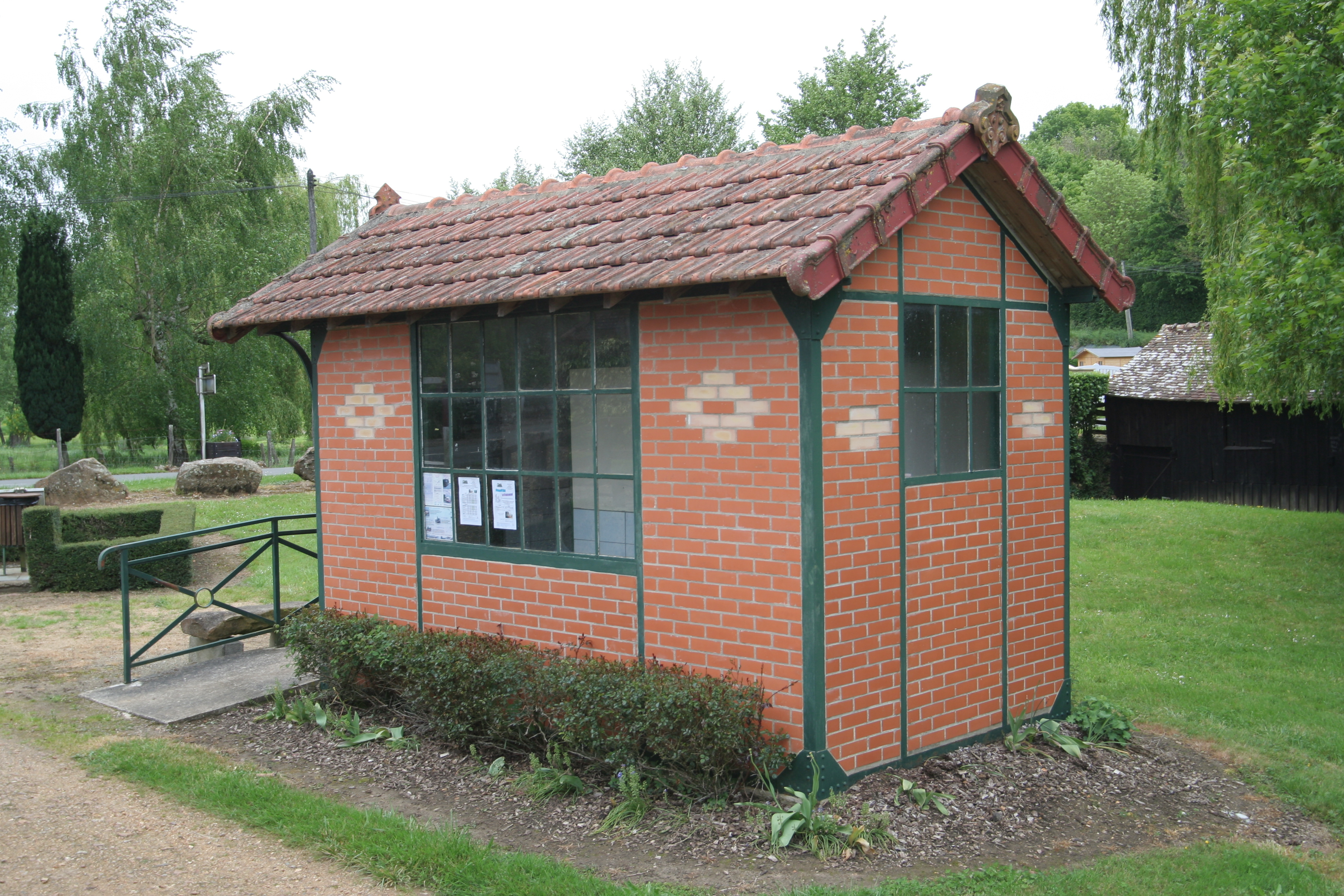
La gare de Prévelles en 2014.
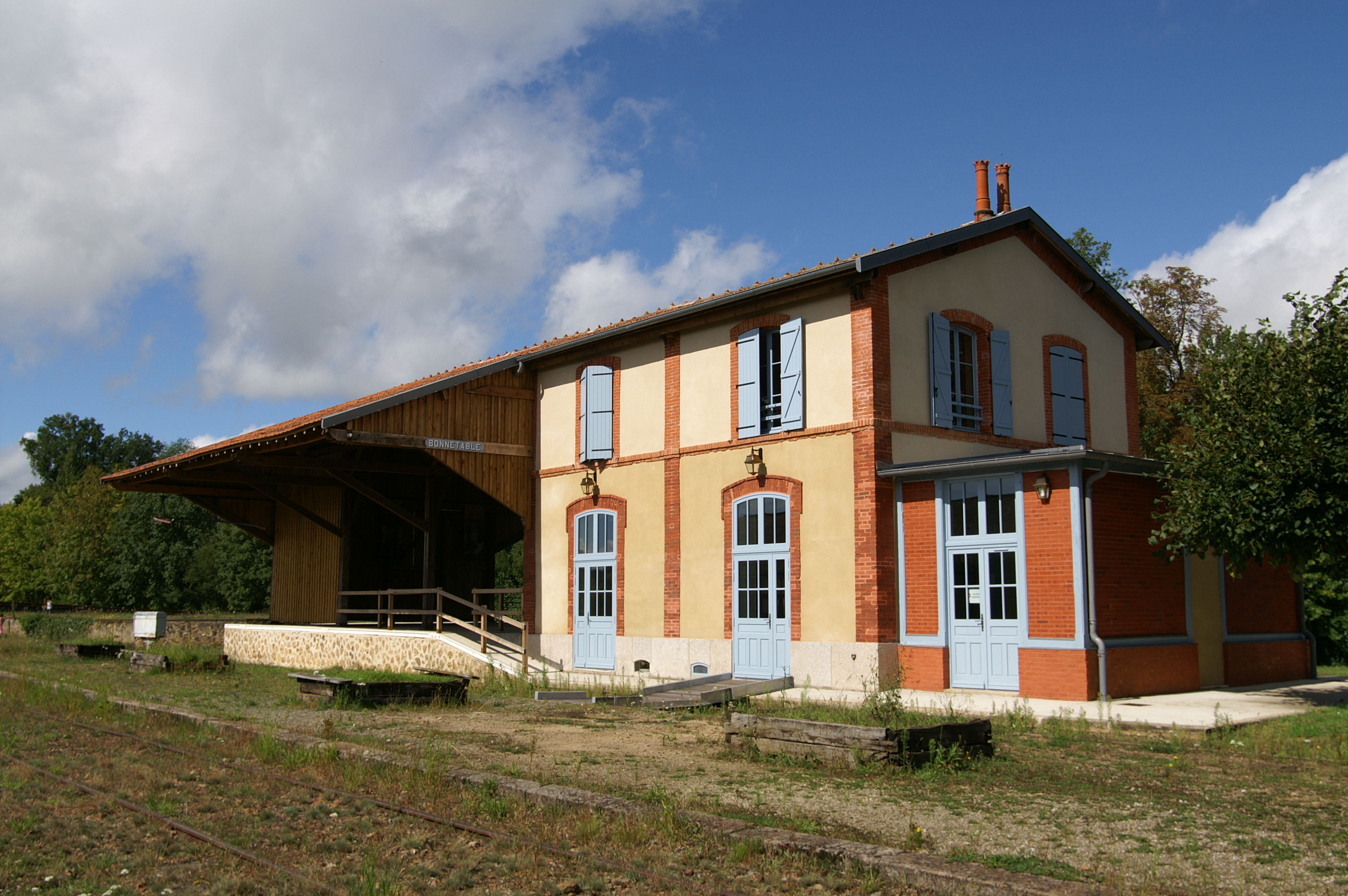
La gare de Bonnétable en 2011.

### Exploitation touristique
Depuis 1979, le Chemin de fer touristique de la Sarthe (TRANSVAP) assure l'exploitation d'une section de 17 km de la ligne comme chemin de fer touristique entre la gare de Connerré - Beillé et Bonnétable.

### Matériels préservés
La 030T no 6 SACM type "Hannibal" est préservée sur le chemin de fer de la Vendée.
La TRANSVAP préserve les matériels suivants 
- Billard n° 901 de 80 ch ;
- Billard n° 903  de 80 ch ;
- Grue sur Rail ;
- Plusieurs wagons marchandises[1].